# Alcázar của Sevilla
Alcázar của Sevilla (tiếng Tây Ban Nha: "Alcázares Reales de Sevilla" tức "Alcazars vương thất của Sevilla") là một dinh vương thất ở thành phố Sevilla, Tây Ban Nha. Dinh này gốc là một lâu pháo đài của người Moors (người Hồi giáo ở bán đảo Iberia xưa) (Alcázar từ tiếng Ả Rập: القصر, al-qasr, nghĩa là "dinh thự"). Triều đại Almohades đã xây lâu pháo đài này đầu tiên, được gọi là Al-Muwarak, tại địa điểm ngày nay là Alcázar. Dinh này là một công trình kiến trúc mudéjar nổi tiếng. Các vua tiếp theo đã xây thêm vào dinh Alcázar. Các tầng trên của dinh Alcázar vẫn được hoàng gia Tây Ban Nha dùng làm nơi cư ngụ chính thức, và do cơ quan Patrimonio Nacional (Di sản quốc gia) quản lý.

## Các khu của Alcázar

### Patio de las Doncellas

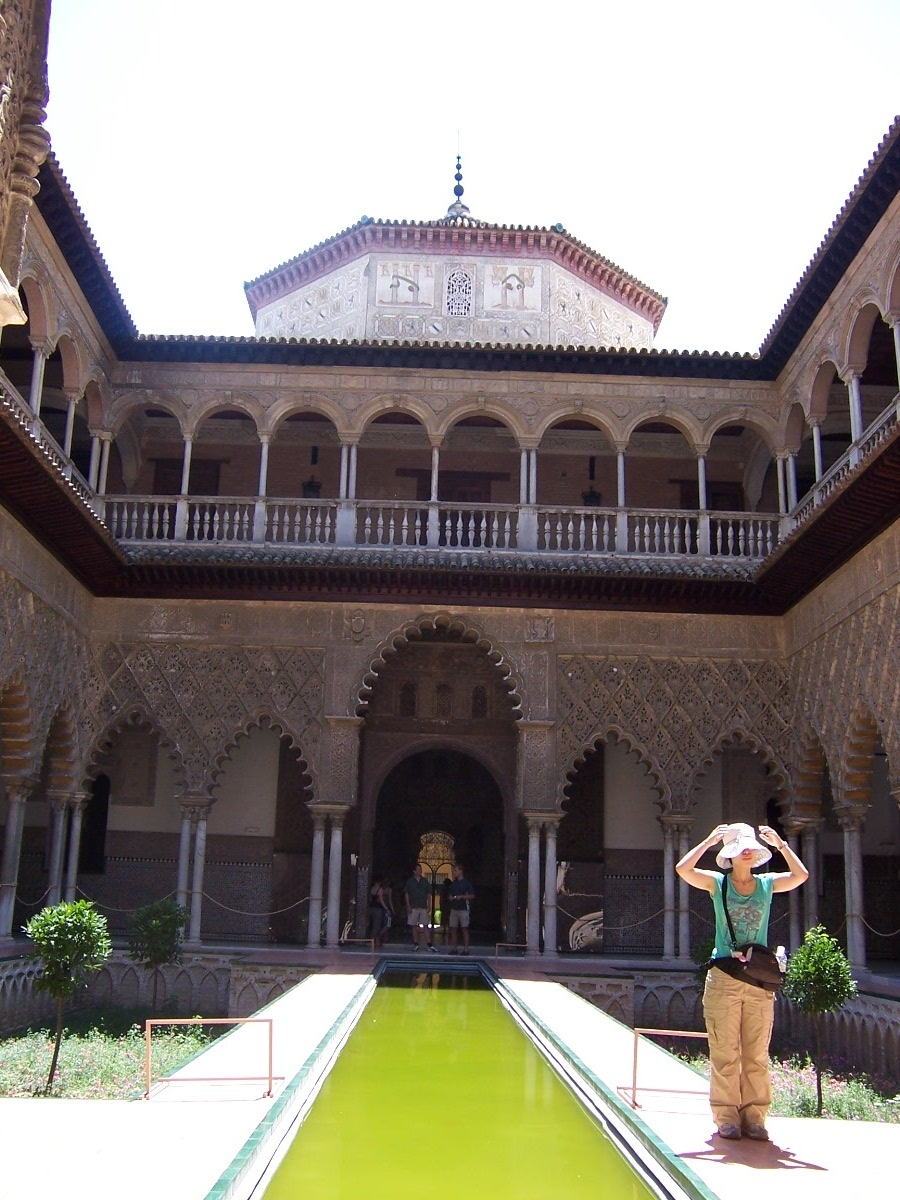
Patio de las Doncellas

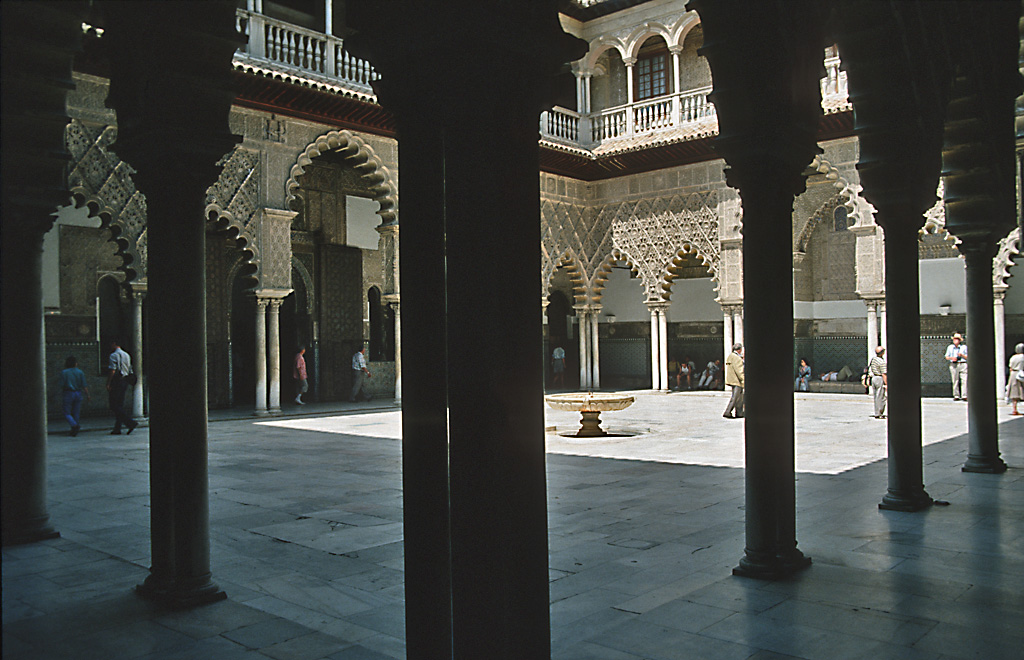
Patio before being renovated to historic arrangement

Tên tiếng Anh của khu này là "The Courtyard of the Maidens" (Sân trong của các trinh nữ). Tên này nhắc đến truyền thuyết các người Moors hàng năm đòi các vương quốc Kitô giáo trên bán đảo Iberia cống hiến 100 trinh nữ. Chuyện cống nạp này có thể đã được dùng như một huyền thoại để ủng hộ phong trào Reconquista (tái chiếm bán đảo Iberia từ tay người Hồi giáo), nhưng cũng có thể có một số sự thật về việc các người Moors quyền thế đã lạm dụng tình dục các phụ nữ Kitô giáo. Lưu trữ ngày 19 tháng 6 năm 2010 tại Wayback Machine
Tầng dưới của Patio được xây cho Pedro I, trong đó có bản chữ khắc mô tả Pedro là một "sultan" (vua Hồi giáo). Có nhiều phòng tiếp tân xa hoa ở bên cạnh Patio. Ở giữa là một hồ nước phản chiếu rộng, hình chữ nhật. Hai bên hồ nước này là 2 vườn thấp hơn. Trong nhiều năm, sân trong được lát hoàn toàn bằng đá hoa, với một giếng phun nước ở giữa. Tuy nhiên, các chứng cứ lịch sử cho thấy là các vườn và hồ nước phản chiếu đã được sắp đặt từ nguyên thủy, và cách sắp xếp này đã được tu bổ. Nhưng, ngay sau khi tu bổ, sân trong đã được tạm lát đá hoa lại một lần nữa theo yêu cầu của nhà đạo diễn phim Ridley Scott. Scott đã dùng sân trong lát đá hoa này làm cảnh dựng cho triều đình của Vua Jerusalem trong phim Kingdom of Heaven của ông ta. Sau khi quay xong phim, sân trong này đã được sắp đặt lại lần nữa.
Tầng trên của Patio được Charles V cho xây thêm vào, do kiến trúc sư Luis de Vega thực hiện theo lối kiến trúc Phục hưng kiểu Ý (Italian Renaissance) dù ông ta đã dùng cả kiểu Phục hưng lẫn vật liệu vữa kiểu mudéjar trong trang trí. Việc xây dựng thêm này bắt đầu năm 1540 và kết thúc năm 1572.

### Los Baños de Doña María de Padilla

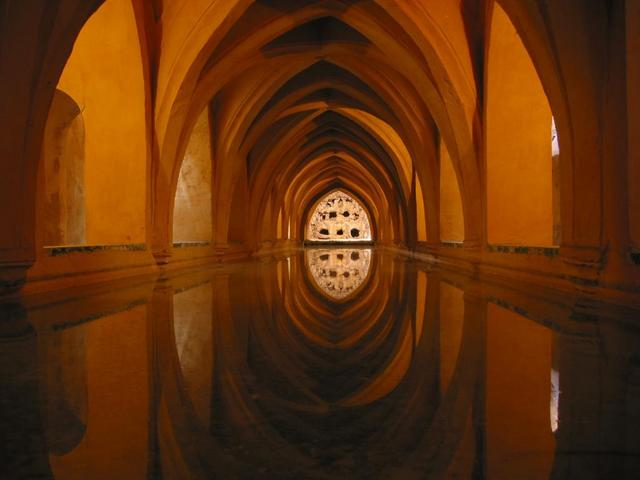
Los Baños de Doña María de Padilla

Các "bồn tắm của Lady María de Padilla" là các bể nước mưa bên dưới Patio del Crucero. Các bể nước này được đặt theo tên María de Padilla, tình nhân của Pedro Hung Ác. Dường như Pedro đã si mê María và cho giết chồng nàng. María chống lại sự theo đuổi của Pedro và đã bôi dầu đun sôi vào mặt mình, tự hủy hoại nhan sắc, để ngăn chặn sự theo đuổi của Pedro. Sau đó nàng đã vào một tu viện và trở thành một nữ tu. Nàng được coi là biểu tượng của đức trinh khiết trong văn hóa của người thành Sevilla.

### Các khu khác
- Patio de las Muñecas
- Patio de la Monteria
- Puerta del León
- Dormitorio de los Reyes Moros
- Salón de Embajadores, 1427 bởi Charles V

## Lịch sử

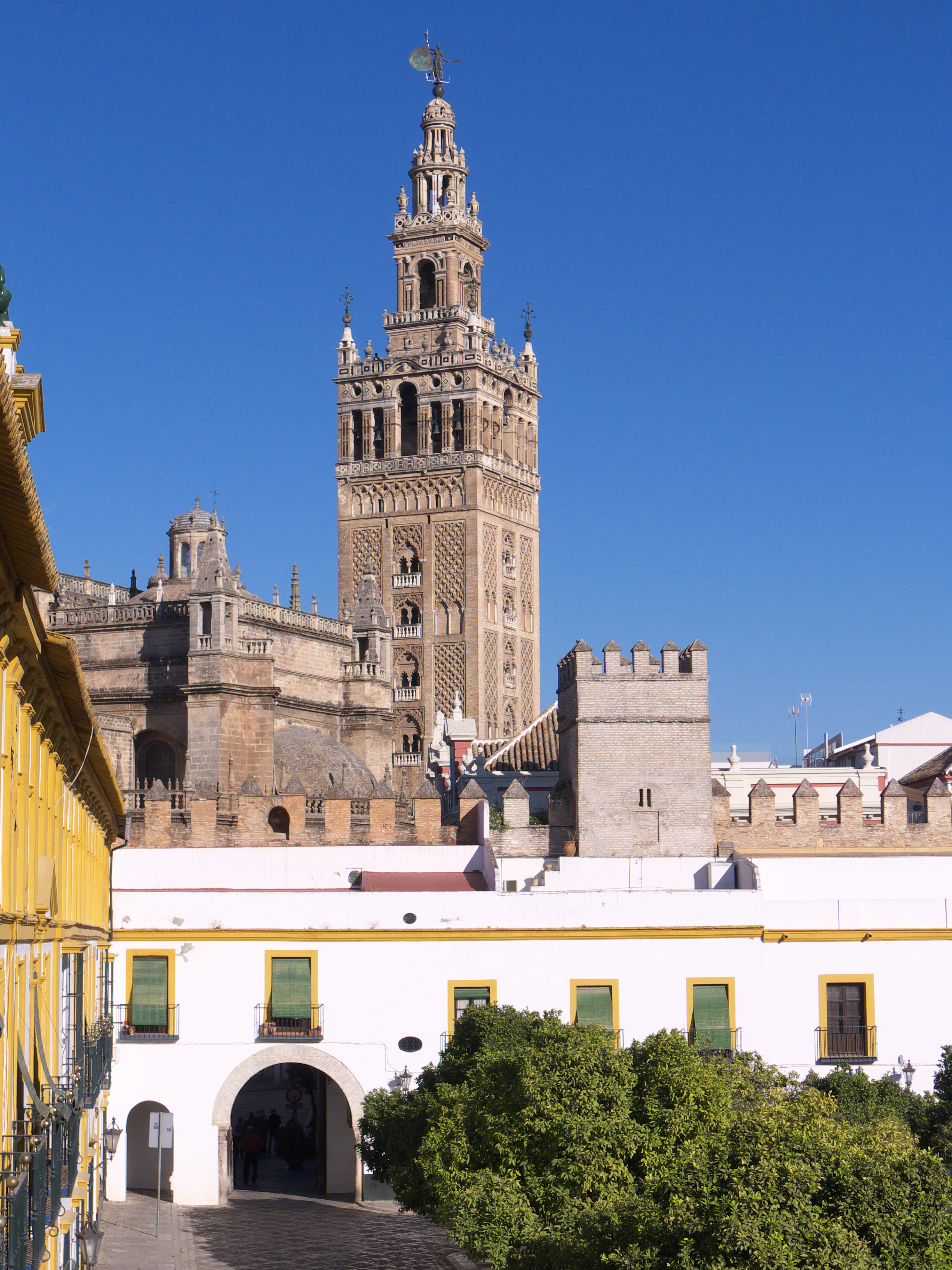
Cảnh Giralda từ Patio de Banderas.

Cung điện là nơi sinh ra của Infanta Maria Antonietta của Tây Ban Nha (1729-1785), con gái của Felipe V của Tây Ban Nha và Elisabetta Farnese. Vị vua đã từng giám sát việc ký kết Hiệp ước Seville (1729) để chấm dứt chiến tranh Anglo-Tây Ban Nha (1727).

## Vườn

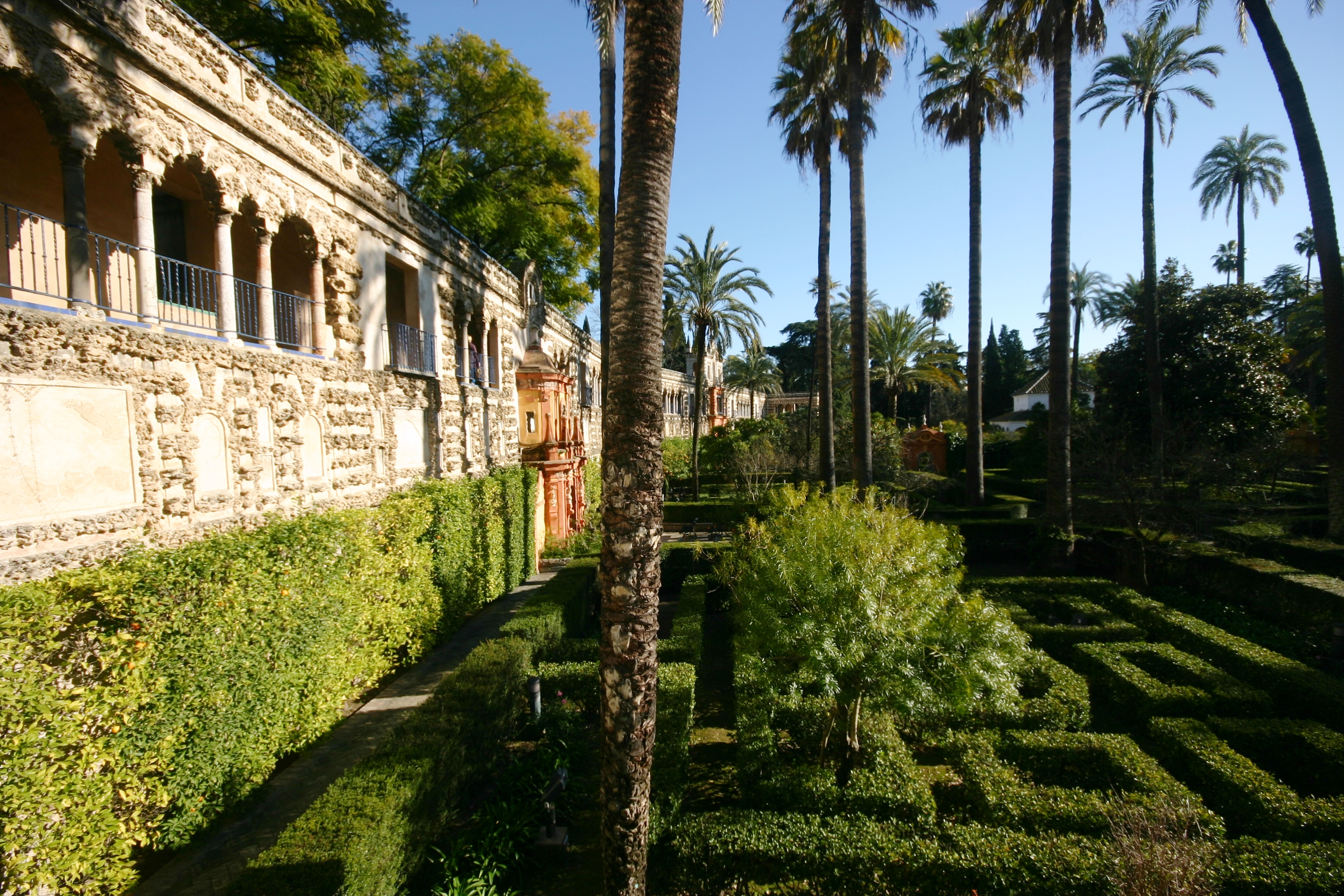
Galeria de Grutescos

Các khu vườn của cung điện vua Alcázar ở Sevilla đã được các vị vua Hồi giáo và Kitô nối tiếp nhau cho xây và mở rộng từ thế kỷ thứ 9. Từ đó hình thành một ấn tượng chung hòa hợp giữa các phần tử mooren và gôtic, trộn lẫn với các ảnh hưởng phong cách Phục hưng.
Tất cả các cung điện của Al Andalus có vườn cây ăn trái, sản phẩm vườn tược và nhiều loại hoa thơm. Các vườn không chỉ cung cấp thực phẩm cho người cư trú trong cung điện nhưng có chức năng thẩm mỹ mang lại niềm vui. Nước bao giờ cũng hiện diện theo hình thức kênh đào tưới cây, rãnh nước, vòi nước, ao và hồ.
Những khu vườn liền kề Alcázar của Sevilla trải qua nhiều thay đổi. Trong thế kỷ thứ 16 dưới thời trị vì của Philip III, nhà thiết kế người Ý Vermondo Resta giới thiệu phong cách trường phái kiểu cách Ý. Resta, mà chịu trách nhiệm về Galeria de Grutesco (hành lang động) chuyển tường Hồi giáo cũ thành một lôgia (kiểu phòng ban công, hành lang) để chiêm ngưỡng những khu vườn cung điện.